# Hermann Münchmeyer (Kaufmann, 1815)

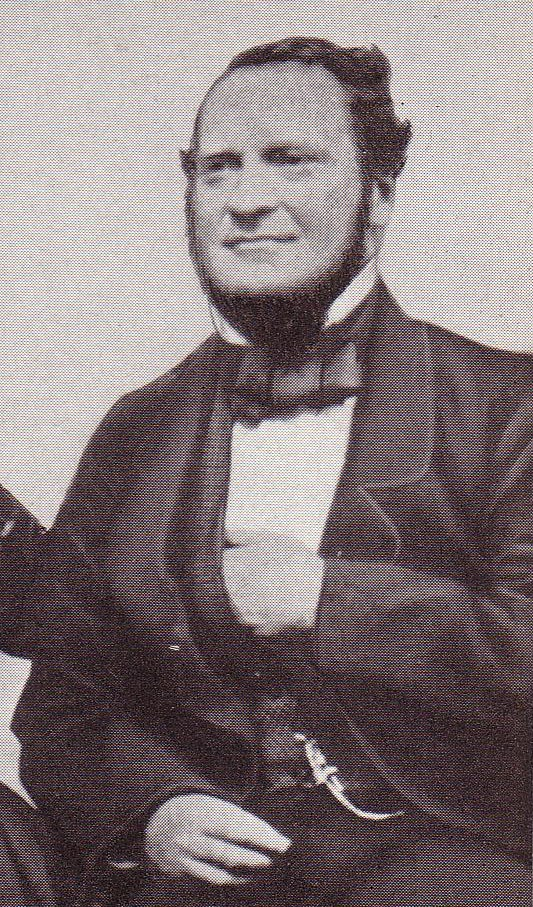
Hermann Münchmeyer, Gründer des Hamburger Privatbankhauses „Münchmeyer & Co.“

Karl Georg Heinrich Franz Hermann Münchmeyer (* 13. März 1815 in Schöningen, Landkreis Helmstedt, Niedersachsen; † 28. Januar 1909 in Hamburg) war Kaufmann auf Haiti, gründete in Hamburg 1855 das Handels- und Privatbankhaus „Münchmeyer & Co.“, war Mitglied der Bürgerschaft und Konsul von Haiti.

## Familie
Münchmeyer entstammte der niedersächsischen Familie Münchmeyer und war der Sohn des Arztes und Physikus Ernst Münchmeyer (1778–1851) und der Amalie Meyersiek (1786–1850).
Er heiratete am 23. Juli 1841 in Werl (Kreis Soest, Westfalen) Emma Flashoff (* 30. Dezember 1821 in Essen; † 19. Mai 1905 in Hamburg), die Tochter des Karl Flashoff, Direktor der „von Papenschen Erbsälzerwerke“ in Werl, und der Friederike Strohn. Aus der Ehe entstammen eine Tochter und der Sohn Friedrich Ernst Alwin Münchmeyer, Mitinhaber der Firma „Münchmeyer & Co.“
Herrmann Münchmeyer ist der Stammvater des Hamburger Zweiges der Familie Münchmeyer.

## Leben

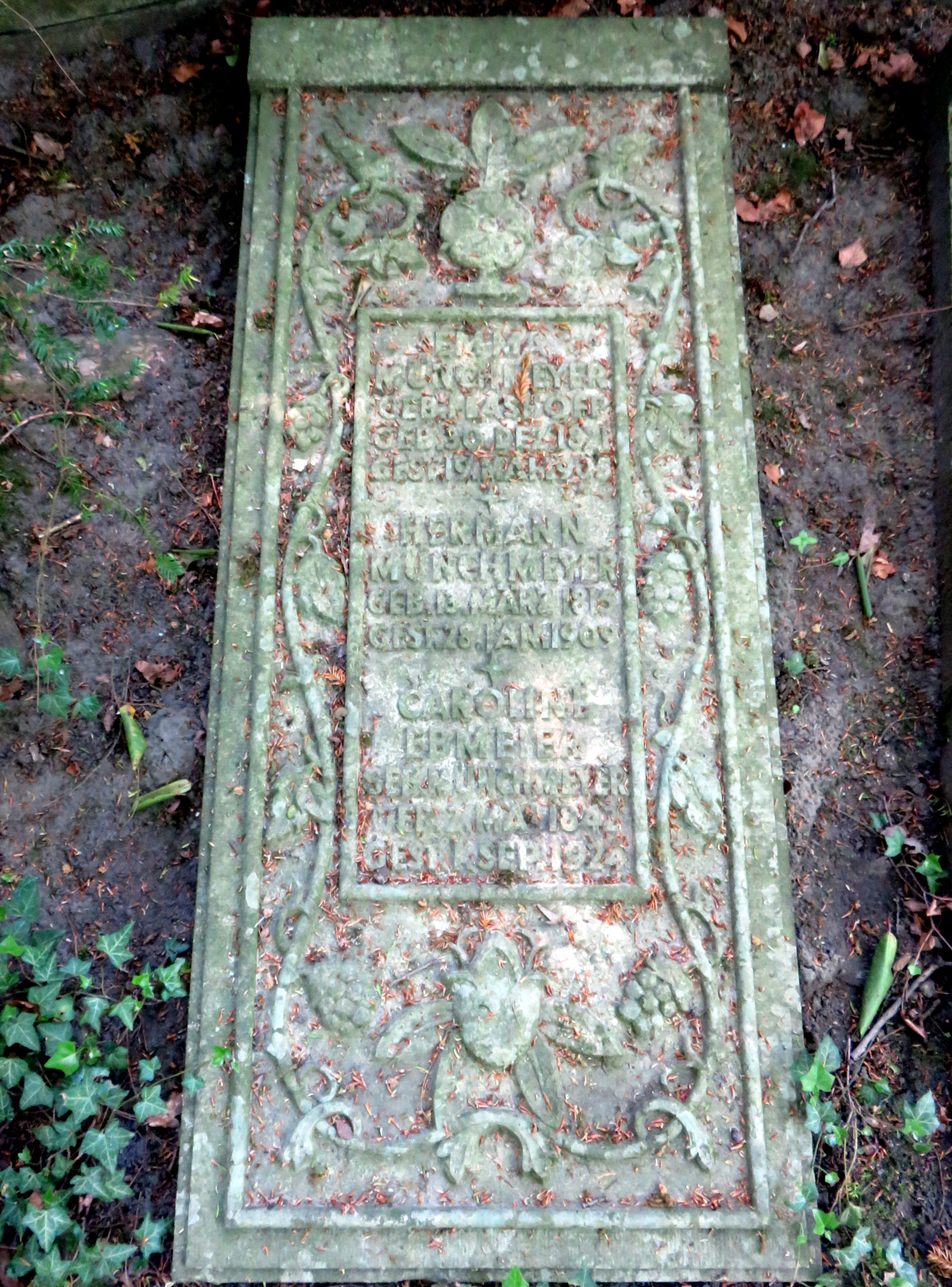
Grabplatte des Familiengrabs auf dem Ohlsdorfer Friedhof

Später wanderte er nach Haiti aus und war dort Kaufmann in dem Exporthafen Aux Cayes, (heute Les Cayes). 1843 musste Münchmeyer jedoch – ausgelöst durch das verheerende Erdbeben vom 7. Mai 1842 mit geschätzten über 10.000 Toten und darauf folgenden politischen Unruhen und Volksaufständen, die zum Sturz des haitianischen Präsidenten Jean-Pierre Boyer führten – das Land verlassen.
Nach seiner Rückkehr in Hamburg wurde „Carl Georg Heinrich Franz Herrmann Münchmeyer, Kaufmann“  am 17. Juli 1846 Hamburger Bürger. „Hermann war mit viel Geld angereist“ und gründete 1850 mit seinen haitianischen Geschäftspartnern Jacques Emile Louis Alexandre Nölting und Julius Friedrich Wilhelm Reimers (1813–1880) die Firma „Münchmeyer, Reimers & Nölting“. Anfang Januar 1855 wurde die Liquidation der gemeinsamen Firma angezeigt. Herrmann Münchmeyer gründete daraufhin sein eigenes Unternehmen „Münchmeyer & Co.“, das sich in Bankgeschäften, weltweitem Im- und Export und im Großhandel betätigte.
Von 1848 bis 1865 war Münchmeyer Konsul von Haiti, von 1859 bis 1861 Mitglied der Hamburger Bürgerschaft, von 1859 bis 1901 Mitglied des Aufsichtsrates der Norddeutschen Bank, 1863 bis 1868 Richter am Obergericht, von 1864 bis 1866 Mitglied der Hamburger Commerzdeputation, 1865 Mitglied der Deputation für Handel und Schifffahrt und der Auswandererdeputation.
Außerdem war er Mitglied des Aufsichtsrats der Nord-Deutschen Versicherungsgesellschaft und der Hamburg-Bremer Feuer-Versicherungsgesellschaft sowie Ehrenmitglied des Vorstandes des Vaterländischen Frauen-Hilfs-Vereins.
Im Bereich der rondeelartigen Familiengrabanlage Münchmeyer/Schröder auf dem Ohlsdorfer Friedhof (Planquadrat AA 19 zwischen Waldstraße und Stiller Weg) befindet sich eine Grabplatte mit der Inschrift Hermann Münchmeyer / geb. 13. März 1815 / gest. 28. Jan. 1909.